# Yann Moix

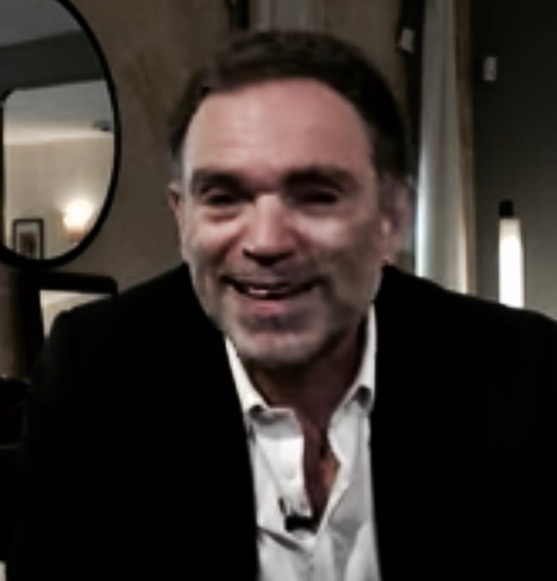
Yann Moix (2022)

Yann Moix (* 31. März 1968 in Nevers) ist ein französischer Schriftsteller, Fernsehmoderator und Filmregisseur.

## Leben
Moix studierte an der Universität Reims, der École supérieure de commerce de Reims und dem Institut d’études politiques de Paris (Sciences Po). 1996 erhielt er den Prix Goncourt für seinen Debütroman Jubilations vers le ciel, der auch mit dem Prix François-Mauriac (Bronzemedaille) sowie dem Air-Inter Europe ausgezeichnet wurde. 2013 erhielt Moix für sein Buch Naissance den Prix Renaudot.
Moix ist auch als Filmregisseur tätig, zum Beispiel verfilmte er 2004 seinen Roman Podium mit Benoît Poelvoorde in der Hauptrolle. Die Komödie handelt von einem Bankangestellten, dessen Traum es ist, Imitator des Sängers Claude François zu werden. Seit 2015 war Moix einer der Co-Moderatoren der beliebten Samstagabend-Talkshow des öffentlich-rechtlichen Fernsehsenders France 2, On n'est pas couché. Dort trat er zeitweise an der Seite der Schriftstellerin Christine Angot auf, die ebenfalls als Co-Moderatorin fungierte, und war wie diese für eine offensive, teils aggressive Gesprächsführung bekannt.
2019 wurde bekannt, dass Moix 1990 antisemitische Texte und Karikaturen in der rechtsextremen Studentenzeitung Ushoia veröffentlicht hatte, in der er unter anderem die Existenz von Konzentrationslagern leugnete. Moix entschuldigte sich und schob seine damaligen Veröffentlichungen auf jugendliche Verwirrtheit. Seine Einlassungen richteten sich auch gegen den bekannten jüdischen Intellektuellen Bernard-Henri Lévy, seinen Mentor und Freund, der jedoch gelassen auf die Enthüllungen reagierte. Moix soll damals auch Kontakte zu dem Holocaust-Leugner Robert Faurisson gehabt haben, noch bis 2013 mit bekannten antisemitischen Autoren befreundet gewesen sein (Marc-Édouard Nabe, Paul-Éric Blanrue) und 2007 ein Vorwort zu einer Sammlung judenfeindlicher Texte geschrieben haben. Moix, der in jüngster Zeit den Talmud studierte und eine Biographie der als Jüdin geborenen Nonne Edith Stein verfasste, wurde von der jüdischen Studentenvereinigung in Frankreich (Union des étudiants juifs de France) in Schutz genommen. Ebenfalls 2019 wurden sexistische Äußerungen von Moix bekannt, die für Verärgerung sorgten.
In seinem Roman Orléans schildert Moix halb-autobiografisch in seiner Kindheit erlittene Misshandlungen (Aussetzen nachts im Wald, Einschließen im Keller, Schläge mit einem Kabel). Sein Vater, ein pensionierter Physiotherapeut, meldete sich daraufhin zu Wort und bestritt den Wahrheitsgehalt des Buches. Es habe zwar körperliche Züchtigung gegeben, was damals noch in weiten Kreisen üblich war, aber keine drakonischen wie die im Roman geschilderten. Ein Grund für die Bestrafung seines Sohnes sei die Grausamkeit des jungen Moix gegenüber seinem kleinen Bruder gewesen. So habe er versucht, diesen aus einem Fenster zu werfen, und ihn mit einem Messer bedroht. Der Bruder bestätigte die Aussage des Vaters. Nach den Enthüllungen von 2019 schaffte Moix es mit Orléans nicht wie erwartet auf die Kandidatenliste für den Prix Goncourt. Kritiker reihen sein Werk in eine Reihe von gleichsam exhibitionistischen Bekenntnisbüchern ein, die in der französischen Literaten- und Medienszene seit einigen Jahren in Mode seien.

## Werke

### Romane
- Jubilations vers le ciel. Paris: Grasset. 1996
- Les cimetières sont des champs de fleurs. Paris: Grasset. 1997
- Anissa Corto. Paris: Grasset. 2000
- Podium. Paris: Grasset. 2002
- Partouz. Paris: Grasset. 2004
- Panthéon. Paris: Grasset. 2006
- Mort et vie d’Edith Stein. Paris: Grasset. 2007
- La meute. Paris: Grasset. 2010
- Naissance. Paris: Grasset. 2013
- Une simple lettre d’amour. Paris: Grasset. 2015
- Terreur. Paris: Grasset. 2017
- Dehors. Lettre ouverte au Président de la République. Paris: Grasset. 2018
- Rompre. Paris: Grasset. 2019
- Orléans. Paris: Grasset. 2019

### Sonstiges
- Transfusion, Grasset 2004 (Lyrik)
- Cinquante ans dans la peau de Michael Jackson, Grasset 2009